# Adolphe Marbot
Antoine Adolphe Marcelin Marbot, conocido como Adolphe Marbot (francés: /adɔlf maʁbo/; Altillac, 22 de marzo de 1781 - Altillac, 2 de junio de 1844) fue un militar francés que participó en las guerras napoleónicas. Ascendió al rango de mariscal de campo (general de brigada) en 1831, durante el reinado de Luis Felipe I.

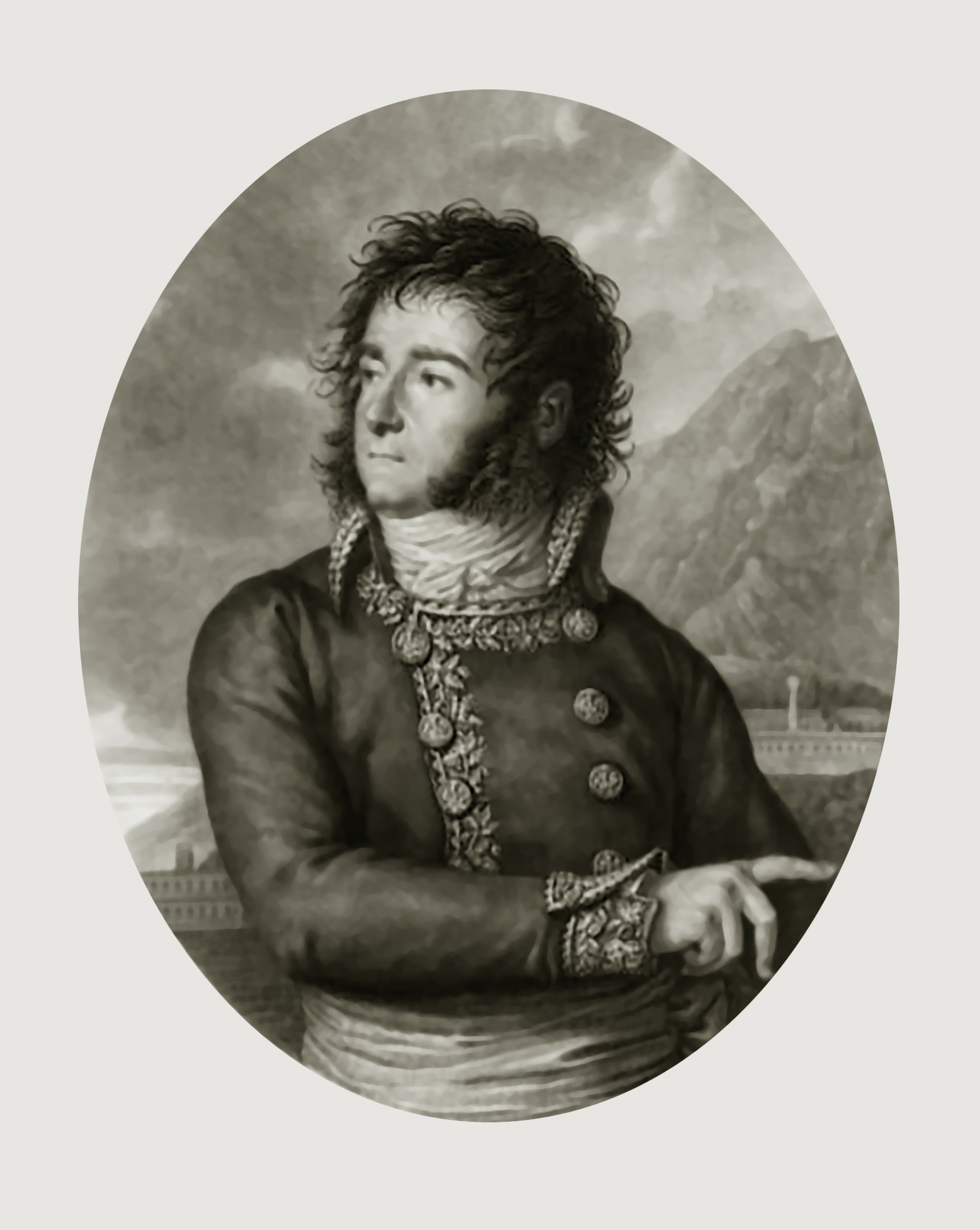
General Jean-Antoine Marbot

Era hijo del general Jean-Antoine Marbot (1754-1800). Su hermano menor, Marcellin Marbot (1782-1854), también fue general.

## Distinciones honoríficas
Imperio francés
- Orden Nacional de la Legión de Honor:
  -  Caballero (1807)

 Reino de Francia
- Real y militar Orden de San Luis:
  -  Caballero (1814)

 Reino de Francia
- Orden Real de la Legión de Honor:
  -  Oficial (1831)
  -  Comendador (1832)